# Barfrestone
Barfrestone est un hameau du district de Dover dans le Kent, entre les villages de Shepherdswell, Eythorne et Nonington et à proximité des villages miniers d'Elvington et Snowdown. Il faut noter la minuscule église de style normand , avec des sculptures de renommée internationale autour de la porte. Il y a aussi les maisons de L'Arche Kent Community..
Autres orthographes sont Barfreston et Barfreystone.

## Vie du Hameau
La un pub The Yew Tree Inn

## Paroisse
L'église est nommé pour Saint-Nicolas avec des registres qui débute en 1572.
Elle se compose de la nef longue de neuf mètres et le chœur, séparés par un arc de cercle. Restaurée en 1840, elle est l'une des structures les plus remarquables de sa catégorie en Angleterre par des expositions riches en décorations extérieures.
À l'intérieur il y a une plaque commémorative pour les enfants du village morts lors de la première guerre mondiale.

## Transport

### Train
La gare la plus proche et celle de Shepherds Well, situé à (1.4 miles) au Sud de Barfrestone.